# 维尔纳·冯·哈夫滕

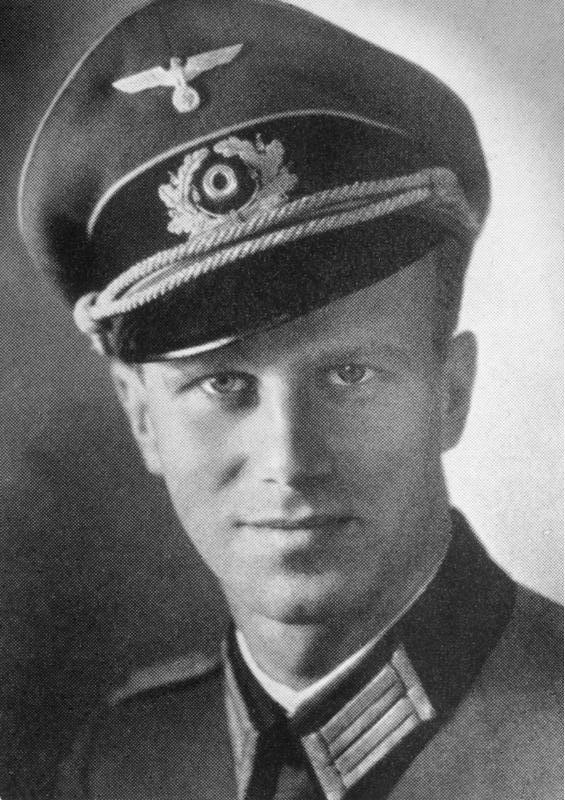
维尔纳·冯·哈夫滕

维尔纳·冯·哈夫滕（1908年10月9日 - 1944年7月21日 ）是一位德意志國防軍中尉。
维尔纳·冯·哈夫滕曾在苏德战争战场身负重伤，1943年，他在伤愈后出任上校克勞斯·馮·施陶芬貝格的副官，施陶芬贝格是德国抵抗运动的领导人之一。
1944年7月20日，哈夫滕陪同克勞斯·馮·施陶芬貝格來到肯琴附近的元首总部狼穴，克勞斯·馮·施陶芬貝格來格将一个装有炸弹的公事包放在了会议室。爆炸过后，尚不知希特勒未死的施陶芬贝格和哈夫滕赶往柏林，试图发动策划已久的7月20日密谋案，但很快就失败了。
同日，哈夫滕、施陶芬贝格被捕，之后被军事法庭判处死刑。他們被一支10人行刑队枪决。
就在施陶芬贝格即将被枪决时，哈夫滕为施陶芬贝格挡了枪，先他一步而死。